# Piloto (Los Soprano)
"The Sopranos"(también conocido como "Piloto" o Prozac y Patos) es el episodio piloto de la serie de HBO Los Soprano. Fue escrito y dirigido por el creador de la serie, David Chase, y fue estrenado en Estados Unidos el domingo 10 de enero de 1999.

## Elenco

### Protagonistas
- James Gandolfini como Tony Soprano
- Lorraine Bracco como Dr. Jennifer Melfi
- Edie Falco como Carmela Soprano
- Michael Imperioli como Christopher Moltisanti
- Dominic Chianese como Corrado Soprano, Jr
- Vincent Pastore como Pussy Bonpensiero
- Steven Van Zandt como Silvio Dante
- Tony Sirico como Paulie Gualtieri
- Robert Iler como Anthony Soprano, Jr
- Jamie-Lynn Sigler como Meadow Soprano
- Nancy Marchand como Livia Soprano

### Estrellas invitadas
- Jerry Adler como Hesh Rabkin.
- Drea de Matteo como Hostess.
- Siberia Federico como Irina Peltsin (sólo piloto).
- Michael Gaston como Mahaffey.
- Joe Lisi como Dick Barone
- Kathrine Narducci como Charmaine Bucco.
- Joe Pucillo como Beppy Scerbo.
- Michael Santoro como Father Phil Intintola (sólo piloto).
- Bruce Smolanoff como Emil Kolar
- John Ventimiglia como Artie Bucco.

## Resumen del episodio
El mafioso de Nueva Jersey Tony Soprano sufre inesperadamente un ataque de pánico. Es llevado a la psiquiatra Jennifer Melfi para que discutan cuáles fueron los eventos que lo llevaron a su colapso.
Diciendo que trabaja en la "gestión de residuos", Tony empieza a explicar detalladamente el día de su ataque a la doctora Melfi. Inicialmente, él está poco dispuesto a cooperar, expresando desprecio por la psiquiatría. Le explica a la doctora Melfi sobre el estrés de su vida de negocios y su desilusión por su situación actual. Tony le explica a Melfi la historia de una familia de patos que se instalan en su piscina y se anidan. También está un poco agobiado en su casa por su hija, Meadow, por culpa de una amiga, Hunter Scangarelo, porque su esposa cree que es una mala influencia. Más tarde Tony explica que su hija y su esposa no se están llevando muy bien últimamente. También le explica a la doctora la tensión de entrenar a su "sobrino" Christopher en el negocio familiar. Después de que la doctora Melfi deje claras la reglas de la confidencialidad doctor-paciente, él revela su oficio, pero no le explica los detalles violentos. 
Tony luego detalla la tensión de cuidar a su anciana madre, Livia, que es una pesimista y una cínica incansable, y al mismo tiempo una resentida y exigente de ayuda. También menciona la relación de su esposa con su sacerdote, Padre Phil Intintola, pero como una preocupación menor. Hacia el final de la primera sesión la doctora Melfi consigue hacer que Tony admita que se siente deprimido, pero sale enfadado y súbitamente del consultorio cuando ella lo presiona para que le hable más sobre lo de los patos.
El arrebato de furia de Livia cuando la familia la lleva a visitar Green Grove, una 'residencia para jubilados' donde Tony la está intentando poner, le provoca un segundo ataque de pánico. Esto envía a Tony de vuelta a la doctora Melfi, que le receta Prozac.
En su próxima sesión, Tony aún se rehúsa a admitir su debilidades psicológicas. Le atribuye rápidamente su cambio de humor a la medicación, pero la doctora Melfi le dice que es imposible porque el Prozac tarda seis semanas en actuar, por lo tanto ella atribuye el cambio a las sesiones de terapia. Tony le describe un sueño donde un pájaro le roba su pene. La doctora Melfi extrapola con esta revelación que Tony proyectó su amor a su familia en la familia de patos que vivía en su piscina. Esto hace que rompa a llorar. Ella le explica a él, que el vuelo de los patos de la piscina provocó su ataque de pánico por el abrumador miedo de perder de alguna manera su familia. 
Dejando de lado la violencia, una de las cosas más importantes que no le dice a la doctora Melfi que le ha sido infiel a su mujer. 
El sobrino de Tony, Christopher, mata Emil Kolar de un tiro en la cabeza en la tienda de embutidos de Satriale. Éste era uno de los herederos de la compañía de desechos que rivaliza con la de la familia Soprano, el departamento de recogida de basuras Barone.
Salvatore "Big Pussy" Bonpensiero le aconseja que en vez de tirar el cadáver en el basurero de los Kolar, lo entierre y evite una investigación de la policía. Los Kolar se retiran de la puja al ver la desaparición de Emil.

## Fallecidos
- Emil "Email" Kolar: Disparo en la cabeza por Christopher.

## Producción
- Es el primero de los dos episodios dirigidos por el creador de la serie, David Chase. El otro es el episodio final, "Hecho en América". Aunque este capítulo recibe el título de "Los Soprano" en el DVD y en la reposición en A&E, fue conocido como "Pilot" cuando se emitió por primera vez. La preproducción comenzó en el verano de 1997, medio año antes de que la serie debutase en televisión. Durante este año de descanso, James Gandolfini ganó 27 kilos para el papel de Tony y se sometió a ejercicios para la voz.
- En "Piloto", Siberia Federico y Michael Santoro representaron a Irina y al Padre Phil respectivamente. En futuros episodios, esos papeles correspondieron a Oksana Babiy y Paul Schulze.
- La carnicería utilizada como lugar de reunión es Centanni's Meat Market, una carnicería real en Elizabeth (Nueva Jersey). Sin embargo, debido a que la tienda tenía un negocio estable y que los propietarios de los negocios locales estaban molestos con los efectos incidentales de tener una producción de televisión rodando semanalmente, HBO adquirió un local abandonado en Kearny (Nueva Jersey) que se convirtió en Satriale's.

## Conexiones con futuros episodios
- "Little Pussy" Malanga, el hombre que tío Junior quiere matar en el restaurante de Artie, es la misma persona a la que Junior confunde con Tony cuando le dispara en el episodio "Sólo para socios" de la sexta temporada.
- En "Quien haya hecho esto", Tony sospecha de Ralph Cifaretto como responsable del incendio del establo de Pie-O-My. Él le pregunta si ha oído hablar de Corky Ianucci últimamente, un pirómano experto que fue responsable del incendio del restaurante de Artie Bucco en el episodio piloto.
- Carmela le dice a Tony que irá al infierno cuando él muera. Tony le recuerda esas palabras en "Olas blancas". En "Únete al grupo", Carmela le dice a un Tony en coma que lamenta haberle dicho eso.
- Dr. Bruce Cusamano, el vecino y médico de la familia Soprano, se le hace referencia en este episodio y hace su primera aparición más adelante en la temporada en "Un éxito es un éxito". También aparece en "Isabella (episodio de Los Soprano)", "Distorsiones (episodio de Los Soprano)", "Olas blancas" y "Películas caseras de los Soprano".
- Cuando describe a tío Junior, Tony le dice a la Dr. Melfi que cuando era niño le avergonzó diciéndole a sus primas que nunca llegaría a ser un atleta universitario. Tío Junior le repite esas palabras a Tony en varias ocasiones en el episodio de la quinta temporada "¿Dónde está Johnny?".
- Carmela quiere llevar a Meadow al Hotel Plaza porque es una tradición familiar. Aunque Meadow declina la invitación en este episodio, finalmente aceptará en el episodio de la cuarta temporada "Eloise".
- En este episodio se puede ver que Tony es propietario de una gorra de John F. Kennedy, que guarda en su barco The Stugots. La gorra aparece en el capítulo de la temporada quinta "En Camelot".
- La fecha de nacimiento de A.J. es relevada en el capítulo de la sexta temporada "Kaisha" como el 15 de julio, indicando que este episodio tiene lugar en verano. Sin embargo, Hunter recoge a Meadow para ir a la escuela, cuando en realidad deberían ser las vacaciones de verano; probablemente ellas asistían a clases de verano.
- Antes de que Christopher matase a Emil Kolar, le sirve un poco de cocaína en un cuchillo carnicero. Posteriormente, Christopher produce una película llamada Cleaver en la sexta temporada, y en los episodios, "La leyenda de Tennessee Moltisanti" (con la ayuda de Georgie Santorelli) y "Fiambres" (con la ayuda de Tony Blundetto) desentierra y mueve los restos de Emil.
- Cuando Tony se prepara para contarle a Carmela que está yendo a terapia y que está tomando Prozac, ella reacciona de forma exagerada antes de darle la oportunidad de explicarse, a lo que él replica diciéndole: "siempre te regodeas en el drama". En el último capítulo de la serie, "Hecho en América", Carmela explica lo que le podría suceder a A.J. si se alista en el ejército, a lo que su hijo le contesta: "siempre te regodeas en el drama". En el episodio de la primera temporada "Regreso a Down Neck", Johnny Boy Soprano pronuncia la misma frase a Livia en un flashback de Tony.
- En este episodio, cuando Christopher aparece por primera vez, se le ve con una gorra de béisbol y conduciendo con Tony en el asiento de copiloto. En el capítulo de la sexta temporada "Kennedy y Heidi", justo antes de que Christopher muera, aparece con una gorra de béisbol y con Tony a su lado en el coche. Según un artículo de TV Guide, Michael Imperioli declara que no sabe si es intencional o una coincidencia.